# السير المشينة لقدماء القادة
السير المشينة لقدماء القادة سلسلة أفلام وثائقية أمريكية بثت من نوفمبر إلى ديسمبر 2009 على قناة التاريخ ودبلجت إلى اللغة العربية الفصحى وبثت على قناة الجزيرة الوثائقية. تسلط الضوء على المآسي التي ارتكبتها شخصيات تاريخية مشهورة باستخدام تحقيقات جنائية ونفسية وسلسلة رسوم متحركة ومقابلات مع مؤرخين. على الرغم من أن أحداث هذه السلسلة صورت بطريقة جادة، إلا أنه أحيانا تم سردها بأسلوب السرد والتعليق.

## الحلقات
- كاليجولا
- أتيلا الهوني
- يوليوس قيصر
- الإسكندر الأكبر
- نيرون
- حنبعل
- جنكيز خان
- كليوباترا السابعة

## وصلات خارجية
- السير المشينة لقدماء القادة على موقع IMDb (الإنجليزية)
- السير المشينة لقدماء القادة على موقع روتن توميتوز (الإنجليزية)
- السير المشينة لقدماء القادة على موقع كينوبويسك (الروسية)
- السير المشينة لقدماء القادة على موقع قاعدة بيانات الفيلم (الإنجليزية)